# برلی‌هیومن
توبی آرون همیلتون (به انگلیسی: Toby Aaron Hamilton؛ زادهٔ ۲۰۰۱ ژوئیهٔ ۱۶) که بیشتری با نام هنری برلی‌هیومن (به انگلیسی: 6arelyhuman) شناخته می‌شود، خواننده-ترانه‌پرداز و رپر آمریکایی می‌باشد. وی در تیک‌تاک با ترانه‌های «دست‌ها بالا!» با کتسکی و پیکسل هود، «اکس‌اواکس‌او (آغوش و بوسه)» با هارورموویز و پیکسل هود و «جی‌ام‌اف‌یو» با اودتاری، که ایشان این ترانه را «ساسی سین» توصیف نموده، به شهرت دست یافت.

## زندگی شخصی
همیلتون گیاه‌خوار است.